# Zoran Bubalo
Zoran Bubalo (Turčinovići, 15. prosinca 1965.), bivši hrvatski nogometaš, nogometni trener i sportski djelatnik iz Bosne i Hercegovine. Njegov brat Stanko također je bio nogometaš. 

## Karijera

### Igračka karijera
Gotovo čitavu igračku karijeru proveo je u Širokom Brijegu čiji je rekorder po broju nastupa. Pet puta je bio prvak Herceg-Bosne sa Širokim Brijegom. Bio je član reprezentacije Herceg-Bosne na prijateljskoj utakmici s Paragvajom u Asunciónu 1996. godine.
Osim Širokog, igrao je nakratko za FK Trudbenik Beograd i NK Croatia Zmijavci.

### Trenerska karijera
Nakon igračke karijere bavi se trenerskim poslom. Najprije je bio trener mlađih uzrasta Širokog Brijega s čijim je juniorima 2006. osvojio državno prvenstvo. Niz godina je radio kao pomoćnik glavnim trenerima momčadi. Kasnije je obavljao dužnost direktora kluba.
Kao trener radio je u HNK Grude, HNK Branitelj Mostar, NK Posušje i HNK Brotnjo Čitluk. Od 2008. do 2011. bio je izbornik bosanskohercegovačke reprezentacije do 19  godina.